# 大橋十右衛門

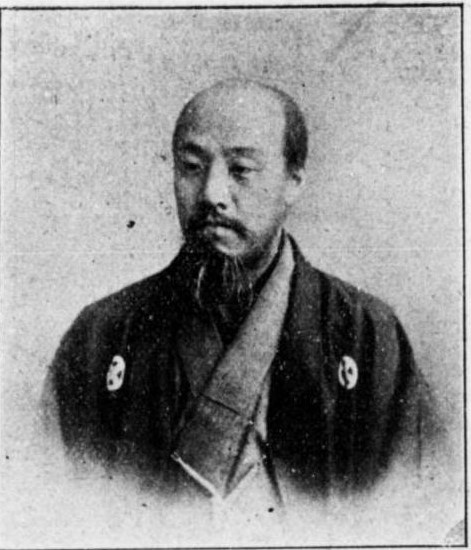
大橋十右衛門

大橋 十右衛門（十右衞門、おおはし じゅうえもん、1858年4月14日（安政5年3月1日）- 1940年（昭和15年）2月2日）は、明治から昭和前期の農業経営者、政治家、漢詩人。衆議院議員、富山県会議長。号・二水（にすい）、鹿陽（ろくよう）。

## 経歴
越中国射水郡掛開発村（富山県射水郡掛開発村大字掛開発村を経て現高岡市）で、町年寄・鷲塚屋七右衛門の息子として生まれた。1879年（明治12年）京都の草場船山に師事し漢文学を修めた。その後、東京で英学を学び、犬養毅らと交友した。
1881年（明治14年）帰郷して海内果から示唆を受け、高岡町片原横町に中等教育塾・越中義塾を設立して教育を行うが、1883年（明治16年）旧制富山中学校（現富山県立富山高等学校）が開校して生徒数が減少し、1884年（明治17年）に塾を閉じた。
1882年（明治15年）島田孝之、米沢紋三郎らと越中改進党の結成に参画し、自由民権運動を進めた。1884年（明治17年）富山県会議員に選出され、1908年（明治41年）まで4期在任し、同常置委員、同副議長を務め、1903年（明治36年）から1908年まで同議長に在任した。その他、勧業諮問会委員、衛生会委員、米商会所肝煎、同頭取、北陸鉄道創立委員なども務めた。
1902年（明治35年）8月、第7回衆議院議員総選挙（富山県郡部、憲政本党）で当選し、衆議院議員に1期在任した。政治活動によって多額の資産を全て失う。
1908年（明治41年）政界を引退し、漢詩、書画に親しみ、詩壇・半閑吟社（はんかんぎんしゃ）を主宰して指導を行った。1940年2月、金沢で死去した。

## 国政選挙歴
- 第1回衆議院議員総選挙（富山県第3区、1890年7月、立憲改進党）次点落選[8]
- 第7回衆議院議員総選挙（富山県郡部、1902年8月、憲政本党）当選 [7]
- 第8回衆議院議員総選挙（富山県郡部、1903年3月、憲政本党）次点落選[7]

## 親族
- 甥 大橋八郎（逓信官僚、貴族院勅選議員、弟・大橋八三郎の長男）[2]